# Entraygues-sur-Truyère
Entraygues-sur-Truyère là một xã trong vùng Occitanie, thuộc tỉnh Aveyron, quận Rodez, tổng Entraygues-sur-Truyère. Tọa độ địa lý của xã là 44° 38' vĩ độ bắc, 02° 34' kinh độ đông. Entraygues-sur-Truyère nằm trên độ cao trung bình làm mét trên mực nước biển, có điểm thấp nhất là 222 mét và điểm cao nhất là 744 mét. Xã có diện tích 30,15 km², dân số vào thời điểm 1999 là 1267 người; mật độ dân số là 42 người/km².

## Thông tin nhân khẩu
| 1962  | 1968  | 1975  | 1982  | 1990  | 1999  |
| ----- | ----- | ----- | ----- | ----- | ----- |
| 1.434 | 1.508 | 1.510 | 1.523 | 1.495 | 1.267 |